# Château de Reignac (Gironde)
Le château de Reignac est une propriété viticole située à Saint-Loubès, dans la région de l’Entre-deux-Mers, en Gironde. Ce domaine, dont l'histoire remonte au XVIe siècle, est aujourd'hui connu pour ses vins et son patrimoine architectural unique.

## Histoire
Le château de Reignac trouve ses origines au XVIe siècle. Construit par le seigneur Baude de Peyron à une époque où les domaines viticoles bordelais se développaient, le château servait à la fois de résidence et de centre agricole. Au XVIIe siècle, la culture de la vigne a été introduite sur le domaine, tirant parti de son terroir varié.
Au XIXe siècle, une serre, attribuée à l’ingénieur Gustave Eiffel, fut ajoutée au domaine, renforçant son caractère unique. En 1990, Yves Vatelot acquiert la propriété et entreprend des rénovations majeures pour restaurer les bâtiments historiques et moderniser les installations viticoles.

## Terroir et architecture
Le domaine s'étend sur 150 hectares, comprenant 77 hectares de vignes, des zones boisées, un lac, et des prairies. Cette diversité reflète l’histoire agricole et écologique du site. Une particularité notable est la combinaison des terroirs typiques des rives droite et gauche de la Garonne, offrant une diversité unique pour la viticulture.
Outre le château, les éléments architecturaux incluent :
- une serre du XIXe siècle attribuée à Gustave Eiffel ;
- un pigeonnier datant du Moyen Âge, symbole de prestige à l’époque ;
- une chapelle privée, autrefois utilisée pour les cérémonies religieuses[4].

## Événement marquant
En 2001, le grand vin de Reignac a été soumis à une dégustation à l’aveugle organisée par le Grand jury européen. Lors de cet événement, le millésime 2001 s’est classé deuxième parmi des crus prestigieux comme Château Margaux, Château Haut-Brion, et Château Latour, une reconnaissance notable pour un vin hors du classement des crus.

## Biodiversité et préservation
Le domaine est un exemple d'intégration écologique dans la viticulture moderne. Il comprend :
- une forêt de 35 hectares ;
- un lac artificiel créé en 1993, jouant un rôle dans la protection contre le gel ;
- des haies et des zones de jachère, favorisant la biodiversité.

Certifié Haute Valeur Environnementale (HVE 4), le château de Reignac privilégie des pratiques agricoles durables, telles que l’abandon des herbicides et la préservation des sols.